# Надашд
Надашд (мађ. Nádasd) је насеље у западној Мађарској. Надашд је насељено место у оквиру жупаније Ваш.

## Етимологија
Село је првобитно било насељено на брду, мочварно подручје које га окружује обиловало је трском, по чему је насеље и добило име. "д" на крају речи Надашд има уобичајену функцију умањенице, надимка у старомађарском дијалекту.

## Локација
Надашд се налази 7 километара јужно од Керменда, на падинама Вашких брда. Центром села је до недавно пролазио аутопут 86, док је аутопут 76 пролазио источним рубом његове административне територије. Нова деоница магистралног пута 86 која заобилази Надашд је завршена, и сада се до села може доћи само путевима обележеним са четири и пет цифара, док се две поменуте магистрале спајају на југоисточном ободу насеља.
Инфериорни пут 7445, који води од Молнашечеда кроз Сарвашкенд и завршава у источном делу административне области, спаја се са главним путем 86. Пут 7446 почиње јужно од села и прати стару трасу главног пута више од километра према Халођију и Чакањидорослу, док се пут 7447 одваја од пута 7446 према Еримађарошд-Фелшејаношфи.

## Историја
Већ у римско доба у границама села одвијао се жив трговачки саобраћај. Кроз западну границу села пролазио је некадашњи римски пут од ћилибара, чији се остаци и данас могу видети у атару насеља. На јужну границу Надашда такође је утицао важан трговачки пут који је у средњем веку повезивао Секешфехервар са италијанским градовима.
Први запис о насељу под именом Надашт потиче из 1233. године, када је забележена потврда краљевског суда о имовинском спору породице Надашди. У току 13. века, племићи који су користили насеље као своје средиште, преузели су Надашди као породично презиме. Ова породица је касније имала значајну улогу у историји Мађарске, а њихово имање је уништено током историјских немира. Центар властелинства могла би бити ротонда са резиденцијалном кулом из 11. века, чији су темељи откривени 2003. године и рестаурирани, видљиви поред цркве. Ископавања сугеришу да ротонда сакрива стару породичну цркву и гробницу Надашдија. Првобитно утврђење је вероватно уништено током татарске инвазије, обновљено, а затим вероватно разорено 1664. године од стране турске војске на путу за битку код Сентготарда. Коначно је срушено 1888. године.
Насеље је први пут забележено као Надашд 1246. године. Жупна црква, посвећена Светом Мартину, поменута је 1376. године у повељи, која такође спомиње четири племићка двора јужно од цркве. У 1532. години, турска војска је на свом походу на Беч прошла кроз овај крај и опустошила насеље. У том веку, становници Надашда су прешли на реформаторску веру. Године 1600, вероватно услед последица турског напада, црква је била у рушевинама, а тада се први пут помиње лутерански свештеник по имену Балаж. У 1664. години, под командом великог везира Кепрулу Ахмеда, турска војска, бројећи преко сто хиљада војника, марширала је овим пределом, разарајући све пред собом. Током напада на Керменд, сукоб се проширио и на ово село. Према легенди, погинули Турци су покопани испод брда познатог као Терекшир (гробље Турака). Католичка црква је 1732. године, по налогу краља Кароља, повратила цркву од реформатора.
Према Елеку Фењешу: „Надашд, мађарско село, жупанија Ваш, улица стр. 1 мфд. јужно од Керменда, 404 кат., 330 еванђеља, 12 реф., 8 јеврејских резиденција. Кат. парохијска црква. Агоштанска филијална црква и школа Прелепа виноградарска брда и шума.”
У монографији округа Ваш: „Надашд је велико мађарско село, са 207 кућа и 1.403 становника. Пошта је у селу, телеграф је у Керменду. Седиште окружног регистра. Мештани одржавају задругу за самопомоћ. Стара црква је обновљена 1730. године, док је њена нова прелепа црква саграђена 1890. године. Кеђура Батјањ - Гроф Еден Стратман. Надашдијеви су некада били њихови земљопоседници, а затим Батијани ”

## Становништво
Током пописа 2011. године, 88,5% становника се изјаснило као Мађари, 0,9% као Немци, 0,7% као Роми и 0,3% као Румуни (11,4% се није изјаснило; због двојног идентитета, укупан број већи може бити на 100 %). Верска расподела је била следећа: римокатолици 63%, реформисани 2,1%, лутерани 14,1%, без вероисповести 4,7% (15,6% се није изјаснило).